# ヴィルヘルム・ダニエル・ヨーゼフ・コッホ

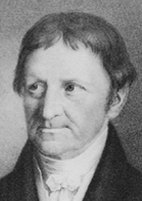
ヴィルヘルム・コッホ

ヴィルヘルム・ダニエル・ヨーゼフ・コッホ（ドイツ語: Wilhelm Daniel Joseph Koch、1771年3月5日 - 1849年11月14日）は、ドイツの医師、植物学者である。

## 生涯
ラインラント＝プファルツ州のクーゼルで生まれた。イェナ大学とマールブルク大学で医学を学んだ。トラーバッハとカイザースラウテルンで公共医師（Stadtphysicus）を務めた後、1824年から、引退するまで、エルランゲン大学の医学と植物学の教授を務め、植物園の園長も務めた。植物学の著書に、"Synopsis florae germanicae et helveticae" (「ドイツとスイスの植物相の概要」:1835–37)や、"Catalogus plantarum florae palatinae" (「プファルツの植物一覧」1814)がある。
1833年にスウェーデン王立科学アカデミーの外国人会員に選ばれた。植物の属名、ホウキギ属 (Kochia、ヒユ科の廃止された属)に献名された。